# Bibliothèque Załuski
 (novembre 2019).
La Bibliothèque Załuski, fondée en 1747 à Varsovie par deux frères hauts dignitaires de l'Église catholique Polonaise Andrzej Załuski (1695-1758) et Józef Załuski (1702-1774), fut la première bibliothèque publique de Varsovie, devenue en 1780 la Bibliothèque nationale polonaise. C'était l'une des plus grandes bibliothèques du monde dans la seconde moitié du XVIIIe siècle et également la plus grande collection de livres francophones en dehors des frontières de la France.

## Fondation
Descendants d’une vieille famille de noblesse titrée polonaise, les frères Załuski reçoivent une éducation princière incluant entre autres des voyages à travers l’Europe avec des séjours prolongés à Rome et à Paris. Ils collectionnent les livres depuis leur plus jeune âge. Le premier registre que Józef dresse en 1720, à l'âge de 18 ans, fait état de 3 000 livres.
En 1732, Józef Załuski, devenu entre-temps évêque de Płock, qui possède déjà 8 000 volumes venus de l’Europe entière, annonce publiquement son projet d’ouverture de la bibliothèque publique. Cependant, le bouleversement politique de l’Europe après la mort du roi de Pologne, Auguste II, en 1733, désactualise ce projet et retarde la création de la bibliothèque publique de 20 ans. Dans la lutte à la succession au trône polonais, la France soutient son candidat Stanisław Leszczyński, beau-père du roi de France Louis XV depuis huit ans, mais c’est finalement le fils d’Auguste II, Auguste III, qui s'assied sur le trône de la Pologne avec l’appui de la Russie et de l’Autriche. L’évêque Załuski, partisan de Leszczyński, quitte la Pologne en 1736 pour suivre son roi en exil à Lunéville. Pendant ce temps-là, son frère Andrzej Załuski, devenu avec le temps évêque de Cracovie et Grand Chancelier de la Couronne, achète en 1736, au centre de Varsovie, l’hôtel Daniłowiczowski, destiné à accueillir leur future bibliothèque. Pendant que son frère Józef séjourne en Europe, Andrzej récupère la bibliothèque du feu roi Jean III Sobieski (800 volumes) qui lui a été léguée en 1740. Ce fonds devient le principal trésor de sa collection et comporte plusieurs livres hérités des rois polonais Zygmunt August, Stefan Batory, Zygmunt III Waza, Władysław IV.
Finalement, la Bibliothèque « CIVIUM IN USUS » (à l’usage des citoyens) est inaugurée le 7 août 1747. À l’ouverture, elle compte environ 180 000 volumes. C'est une bibliothèque de prêt: elle permet aux usagers de consulter des fonds sur place ou de les emprunter, aussi bien dans la capitale qu’en province. À la fin de son existence, la Bibliothèque comptera plus de 400 000 volumes.
Les frères sont les premiers à s'engager dans la collecte de tous les imprimés polonais. C’est une tâche énorme étant donné que les imprimeries en Pologne ont commencé leur activité dès 1473 (parmi les premières en Europe, trois ans après Paris). Et pourtant, les collections polonaises de la Bibliothèque Załuski en 1740 sont déjà si riches que l’évêque bibliophile ne cherche que les auteurs « oubliés, inconnus, ou égarés ».
La Bibliothèque possède aussi: une galerie de sculptures et de peintures de rois et de dignitaires du royaume polonais; un cabinet d’estampes avec plus de 40 000 gravures (pour la plupart des œuvres des principaux graveurs européens des XVIe et XVIIe siècles), un cabinet d’histoire naturelle avec ses herbiers et des instruments géométriques, physiques, et astronomiques; une impressionnante collection de cartes de la Pologne, « anciennes et géographiques ». Le bâtiment même de la Bibliothèque Załuski est connu des varsoviens comme « La Maison des rois » (Dom pod Królami) en raison des bustes des souverains de Pologne qui ornent sa façade.

## Organisation
Le concept intellectuel et physique de la première bibliothèque publique Załuski a été grandement inspiré des orientations européennes en ce qui a trait à la bibliothéconomie. Cette influence européenne, dont se sont inspirés les frères Załuski pour la création de leur bibliothèque, provient de temps passé à l'étranger et leur voyage à travers l'Europe. Cependant, c’est également la personnalité, l’attitude intellectuelle et l'orientation politique de chaque frère qui ont influencé et donné son orientation à la bibliothèque. Durant des années, chacun des frères ont acquis d'innombrables ouvrages, la plus grande collection privée de toute l'Europe, qui était dorénavant hébergé dans cette nouvelle bibliothèque. Cette bibliophilie est un trait commun et partagé avec le reste de la famille, qui voue également un grand intérêt dans l’acquisition de livres et leur collection depuis des générations. En effet, alors qu’ Andrzej Załuski faisait l'acquisition de livres sur la science, la médecine et les technologies, la collection privée de son frère Józef Załuski est plutôt centrée sur l’histoire, le droit et la théologie.
À son ouverture au public en 1748, la bibliothèque publique Załuski, située au Palace Danilowicz, abritait plus de 200 000 ouvrages et 10 000 manuscrits. La collection d’ouvrages et manuscrits était répartir sur les quatre étages de la bibliothèque. Ainsi, dans le premier étage on retrouvait les ouvrages en polonais, autres langues européennes, ainsi que quelques ouvrages russes. Au deuxième étage on avait, entre autres, la collection Zolkwia et la bibliothèque du roi Jan III Sobieski qui faisait partie de la collection privée d’Andrzej, ainsi que 2 500 volumes provenant des bibliothèques des rois polonais depuis le 16e siècle. Au troisième étage, on retrouvait les ouvrages en latin, tels que les manuscrits, les cartes et les gravures. Au dernier étage, avec son grand grenier, on avait le musée des sciences naturelles avec son observatoire pour l'astronomie et c’est dans cette partie de la bibliothèque qu'on pouvait retrouver la collection privée d’Andrzej énumérée plutôt.
Ensuite, les usagers pouvaient emprunter les livres, ceux-ci étaient rangés sur les étagères selon trois critères soit la langue, le contenu et le format, le tout soigneusement placés en ordre chronologique, pour chacun des critères ci-haut, par exemple, le critère « contenu » été composait des 15 sections suivantes :
- Bible
- Chronologie
- Droit civil
- Droit canonique
- Géographie
- Grammaire
- Hérésiologie
- Histoire
- Mathématique
- Médecine
- Patristique
- Philosophie
- Philologie
- Poésie
- Rhétorique
- Théologie

On pouvait également retrouvais des annales et des chroniques polonais datant du XVIe siècle et des ouvrages des auteurs comme Paprocki, Okolski et Niesiecki. La plus grande collection d’ouvrage composait de livre rare, était sur l’histoire de la république de Pologne. Enfin, Audrzej s'occupait de ce qui était d’ordre administratif de la bibliothèque, notamment l'embauche des bibliothécaires professionnelles qui avaient comme responsabilités de s’occuper des usagers et ils utilisait souvent les outils de références suivant:
- Une bibliographie ;
- Un catalogue général titre-auteur ;
- Un catalogue pour chaque section (cité ci-haut) ;
- Une usualia (guide de lecteur).

Beaucoup de ces outils de référence avaient été écrits par Jozef dont la responsabilité, parmi tant d’autres, était le catalogage des ouvrages et la rédaction des bibliographies. En 1720, Jozef écrit son premier catalogue qui répertorié sa collection privée et couvrant les domaines de la théologie et l'histoire, la jurisprudence et la médecine, philosophie, mathématique, et l'humanité et était mis à jour pendant plusieurs années pour compter 15 volumes en 1764. Quant au catalogue général titre-auteur, celui-ci été mis à jour continuellement afin d'ajouter de nouveaux sujets et permettre une utilisation quotidienne par les usagers de la bibliothèque. Parmi, les autres outils de référence, mentionnés plutôt, on avait ces quatre bibliographiques qui étaient rédigées par Jozef, et utilisaient par les usagers de la bibliothèque, nous avons :
- Bibliotheca polona magna universalis ;
- Bibliography of Polonica :Corpus scriptorum rerum polonicarum uneditorum ;
- Bibliotheca poetarum polonorum qui patrio sermon scripserunt] (OCLC 751236159) ;
- Codex Poloniae diplomaticus.

De plus, il s’occupait également du centre d'information du patrimoine national polonais pour les livres rares. Durant, ces années passaient au centre, il s’occupait de faire l’inventaire de toutes les livres qu’abritait le centre. Cet inventaire nous procurait des informations sur l’auteur, la date du livre, les origines de sa création (les raisons de sa rédaction), sa technique de production et sa valeur intellectuelle et monétaire. Ainsi, on peut dire que cet inventaire avancé, peut être traduit en bibliothéconomie, comme l’indexation des livres répertoriés.

## La Bibliothèque Nationale
En octobre 1767, Nicolas Repnine, l’ambassadeur de Russie en Pologne, mécontent de l’opposition et des tendances anti-russes fait enlever plusieurs membres du Senat polonais, dont Józef Załuski. Il sera maintenu en captivité jusqu'en 1773 et décédera l’année suivante à Varsovie. Malgré son emprisonnement, Załuski montre une activité intellectuelle exceptionnelle et édite des œuvres littéraires et scientifiques : l’histoire de sa famille, des bibliographies et encyclopédies, mais aussi des poèmes, drames et récits autobiographiques. Depuis Kalouga, en Russie, il continue à gérer « sa » bibliothèque.
Après sa mort, la Bibliothèque, passe sous la protection personnelle du roi Stanisław August Poniatowski qui en confie la gestion au comte Ignacy Potocki, tout comme la Commission de l'éducation nationale (Komisja Edukacji Narodowej). Désormais, la Bibliothèque dépend de cette première administration de l'instruction, qui est publique et indépendante des Églises.
La bibliothèque fonctionne pendant 50 ans.

## Destructions successives
Après la répression de l'insurrection de Kościuszko et la disparition de la Pologne à la suite des partages, la Bibliothèque est fermée et ses collections confisquées, détruites ou emportées à Saint-Pétersbourg, en 1795, comme prises de guerre par la Russie. Ces collections pillées constitueront le noyau de la collection impériale, devenue ensuite Bibliothèque M. E. Saltykov-Chtchédrine, aujourd'hui Bibliothèque national russe. Seulement 50 000 livres sur 400 000 ont été rendus par la Russie en 1842, en 1863, et à la suite du traité de paix avec les Soviets entre 1923 et 1935, après que la Pologne eut retrouvé son indépendance à la fin de la Première Guerre mondiale.
Pendant la Seconde Guerre mondiale, les Allemands font disparaître en Pologne environ seize millions de volumes : des bibliothèques (70-80 %) périssent, brûlées sciemment par les Brandkommandos, pendant l'insurrection de Varsovie en 1944. En octobre 1944, la Bibliothèque Krasiński disparaît ainsi avec tous les livres et manuscrits du XVe au XVIIIe siècle, ou encore la collection Rapperswil, un fonds considérable sur l’histoire du pays que des émigrés avaient laborieusement accumulé en Suisse jusqu’au jour où l’indépendance de la Pologne, en 1918, en a permis l’installation dans leur patrie.
Les fonds de la Bibliothèque Załuski restitués par les soviétiques subissent le même sort : à la fin de la Seconde Guerre mondiale. Quelque 170 000 volumes de Bibliothèque nationale sont alors déménagés sur l’ordre et sous la conduite des officiers allemands « en lieu sûr », mais les troupes nazies y mettent le feu après l’insurrection de Varsovie, en octobre 1944. Ainsi la partie restituée de la collection Załuski brûle malheureusement dans sa quasi-totalité.
Certains trésors sont miraculeusement épargnés. De temps à autre, des documents provenant de la Bibliothèque Załuski apparaissent dans des ventes aux enchères.
Un petit fonds que Józef Załuski a créé à Lunéville à la demande du roi Stanislas Leszczyński, est préservé jusqu'à ce jour à la bibliothèque municipale de Nancy.